# Seeley (Califòrnia)
Seeley és una concentració de població designada pel cens dels Estats Units a l'estat de Califòrnia. Segons el cens del 2000 tenia 1.624 habitants.

## Demografia
Segons el cens del 2000, Seeley tenia 1.624 habitants, 438 habitatges, i 382 famílies. La densitat de població era de 518,2 habitants/km².
Dels 438 habitatges en un 54,8% hi vivien nens de menys de 18 anys, en un 66,4% hi vivien parelles casades, en un 16,4% dones solteres, i en un 12,6% no eren unitats familiars. En el 9,8% dels habitatges hi vivien persones soles el 4,8% de les quals corresponia a persones de 65 anys o més que vivien soles. El nombre mitjà de persones vivint en cada habitatge era de 3,71 i el nombre mitjà de persones que vivien en cada família era de 3,95.
Per edats la població es repartia de la següent manera: un 38,2% tenia menys de 18 anys, un 8,7% entre 18 i 24, un 28,8% entre 25 i 44, un 17,1% de 45 a 60 i un 7,1% 65 anys o més.
L'edat mediana era de 27 anys. Per cada 100 dones de 18 o més anys hi havia 88,2 homes.
La renda mediana per habitatge era de 31.058 $ i la renda mediana per família de 31.667 $. Els homes tenien una renda mediana de 28.654 $ mentre que les dones 20.625 $. La renda per capita de la població era de 9.539 $. Entorn del 22,2% de les famílies i el 26,3% de la població estaven per davall del llindar de pobresa.

## Poblacions més properes
El següent diagrama mostra les poblacions més properes.